# Myrtille Georges
Myrtille Georges (21 december 1990) is een tennisspeelster uit Frankrijk.
Ze begon op vijfjarige leeftijd met tennis.
In 2010 speelde ze haar eerste WTA-toernooi in Straatsburg, samen met Émilie Bacquet.
In 2016 kreeg ze een wildcard voor het dames-enkeltoernooi van Roland Garros, hier speelde ze haar eerste grandslamwedstrijd.

## Posities op deWTA-ranglijst
Positie per einde seizoen:
| jaar | rang enkel | rang dubbel |
| ---- | ---------- | ----------- |
| 2017 | 209        | 338         |
| 2016 | 188        | 552         |
| 2015 | 232        | 498         |
| 2014 | 306        | 665         |
| 2013 | 290        | 660         |
| 2012 | 250        | 348         |
| 2011 | 471        | 992         |

## Resultaten grandslamtoernooien
| Legenda | Legenda                          |
| ------- | -------------------------------- |
| g.t.    | geen toernooi gehouden           |
| l.c.    | lagere categorie                 |
| –       | niet deelgenomen                 |
| G       | uitgeschakeld in de groepsfase   |
| 1R      | uitgeschakeld in de eerste ronde |
| 2R      | uitgeschakeld in de tweede ronde |
| 3R      | uitgeschakeld in de derde ronde  |
| 4R      | uitgeschakeld in de vierde ronde |
| KF      | uitgeschakeld in de kwartfinale  |
| HF      | uitgeschakeld in de halve finale |
| F       | de finale verloren               |
| W       | het toernooi gewonnen            |
| w-v     | winst/verlies-balans             |

### Enkelspel
| Toernooi        | 2016 | 2017 | 2018 |
| --------------- | ---- | ---- | ---- |
| Australian Open | –    | 1R   | 1R   |
| Roland Garros   | 2R   | 1R   | 1R   |
| Wimbledon       | –    | 3R   |      |
| US Open         | –    | 1R   |      |